# گریمستون، نورفک
گریمستون (به انگلیسی: Grimston) یک روستا و محله مدنی در بریتانیا است که در King's Lynn and West Norfolk واقع شده‌است. گریمستون ۱۸٫۰۸ کیلومتر مربع مساحت و ۱٬۹۸۰ نفر جمعیت دارد.